# Ampithoe waialua
Ampithoe waialua är en kräftdjursart som beskrevs av J. L. Barnard 1970. Ampithoe waialua ingår i släktet Ampithoe och familjen Ampithoidae. Inga underarter finns listade i Catalogue of Life.